# Böhmerwald

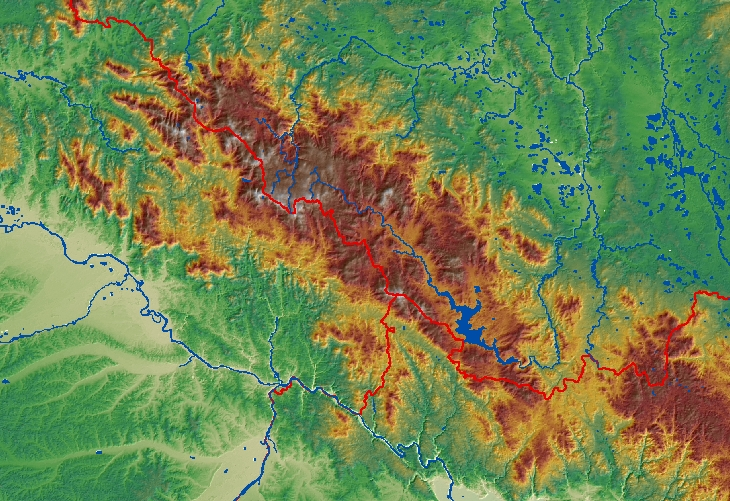
Reliefkarta över Böhmerwald

Böhmerwald (tjeckiska: Šumava) är en 120 km lång bergskedja som sträcker sig längs gränsen mellan Tjeckien, Tyskland och Österrike.
Böhmerwald är egentligen en enda bergskedja men den benämns på olika sätt beroende på i vilken stat området ligger.
- I Tjeckien heter bergsregionen Šumava, gammalslaviska för skog.
- I Tyskland kallas området för Bayerischer Wald.
- I Österrike heter området Böhmerwald.

Tidigare räknades till bergskedjan även Oberpfälzer Wald (Český les) som ligger norr om Böhmerwald på gränsen mellan Tjeckien och Tyskland.
Bergregionens högsta toppar är Großer Arber i Bayern (1 456 meter över havet) och Plechý / Plöckenstein (1 378 m) direkt på gränsen mellan Tjeckien och Österrike.
Vid sidan om skogsbruk är glasbruk en viktig industri i regionen. 
I centrala delen finns två nationalparker, Nationalpark Bayerischer Wald i Tyskland och Šumava nationalpark i Tjeckien, för att skydda den befintliga naturen.
Carl Maria von Weber placerade sin opera Friskytten i Böhmerwald.